# Аглар ибн Умар
Аглар сын Умара (Агалар-бек Кази-Кумухский; 1817—1858) — правитель Кази-Кумуха в 1847—1858 годах, младший брат Абдурахман-хана. Кавалер ордена Святого Георгия 4 степени (1844). 

## Происхождение и имя
Родился в 1817 году в селении Кази-Кумух (Гази-Кумух), столице одноименного ханства, в период его завоевания Россией. По национальности лакец. При рождении получил популярное среди лакцев имя Шахмардан (лакс. Шагьимардан) что в переводе с персидского означает «храбрый правитель». Позднее пользовался тюркским именем Агалар-бек, имевшим примерно такое же значение. После того, как Агалар-бек стал правителем ханства, лакцы обычно называли его Аглар-хан (лакс. Агълар-хан).

## Биография
В юности был отдан в аманаты в Российскую империю, где служил в гвардии и получил чин штаб-ротмистра. Когда, российское правительство решило, что его старший брат, Абдурахман-хан, недостаточно хорошо справляется со своими обязанностями, Агалар-бек летом 1847 года приехал из Санкт-Петербурга в Кази-Кумух. После этого Абдурахман-хан был вызван в Тифлис, якобы для переговоров с наместником Кавказа фельдмаршалом М. С. Воронцовым. В Тифлисе Абдурахман-хана арестовали, после чего планировали оставить жить в российской Грузии под надзором, но он вскоре умер.
Таким образом, в 1847 году Агалар-хан стал правителем Кази-Кумуха, Кураха и Хунзаха. Став правителем, Агалар-бек действовал, как союзник России, как для того, чтобы сохранить от разорения свою землю, так и из-за опасений перед антифеодальными настроениями сторонников Шамиля. Имел чин российского генерал-майора (с 01.10.1852), а с 26.08.1856 был сопричислен к Свите Его Императорского Величества, после чего именовался генерал-майором Свиты (это отличие считалось особенно почётным; однако фактически Агалар-бек продолжал находиться в Дагестане).
Аглар-хан неоднократно наносил поражения Шамилю, разбивал наибов, рассеивал мюридов вторгавшихся в пределы ханства. Аглар-хан нанёс поражение наибу Гаджи-Ягье в битве за Шовкра, разбил наиба Омара Салтынского у реки недалеко от Хосреха, за это поражение Шамиль отстранил Омара от наибства. В шашочной битве нанёс поражение скопищу сына Шамиля, Гази-Магомеда, рассеял их и взял в плен трёх наибов — кусурский Гасан, мукратльский Магомед и дусраратский Сеид. Вторгался в приделы Имамата и угонял стада, похищал женщин. За тайные переговоры с Ааглар-ханом был отстранены от должности наибы Башир-бек и Кибит-Магома.
В то же время, некоторые родственники Аглар-хана и часть жителей ханства сбежали к Шамилю и жили в Имамате. Также можно встретить информацию, что «Аглар-хан иногда выручал Шамиля при трудных обстоятельствах».
На взаимоотношения Шамиля и Агалар-хана оказывал влияние и личный фактор:

Аглар-хан из Гази-Кумуха сообщил Шамилю, что он перейдет на его сторону и передаст Газикумухский округ и тамошнюю русскую крепость, если Шамиль убьёт Данияла. Причиной вражды между Аглар-ханом и Даниялом было то, что последний убил сына сестры Аглар-хана, которая была женой одного жителя Илису. Мы слышали, будто перед смертью Аглар-хан сказал, что он не о чем не жалеет, кроме того, что умирает, не убив Данияла— Абдурахман из Казикумуха. Книга воспоминаний.
Аглар-хан устроил свою армию следующим образом. Он учредил постоянного войска из 3-4 сотен узденей. Кроме того всё мужское население должно было быть готовым по первому призыву встать под знамена. Набор сотен дружинников производился так: все ханство было разделено на 4 участка. Каждый участок выставлял приблизительно определенное число узденей в однообразной форме. Кази-Кумух выставлял 1 1/2 сотни узденей в белых папахах и черкесках, обшитых по краям галуном. Заречной магал носил желтые черкески и папахи.     Кули-Хосрехский магал носил серые черкески и такого же цвета папахи. Вачи-Чайминский магал - черные черкески и такие же папахи. Затем две сотни набирались из магала Вицхи. Каждая сотня управлялась своим сотенным командиром. Так же Аглар-хан дополнял эту армию 3-сотнями своих личных нукеров. Вся эта дружина была ядром ополчения что видно из тех сражений где Шамиль проигрывал дело. Вооружение набранных сотен выглядело следующими образом и состояло из кремневок, пистолетов, шашек, кинжалов и даже какой-нибудь палицы, которая употреблялась в дело в крайнем случае. Имелась так же в сопровождении музыка (3-4 зурны и барабаны) и певцы. Начальником аглархановских сотен был дед Саида Габиева - Габий Кумухский.
При дворе Аглар-хана в Гази-Кумухе работал завод по изготовлению пороха. Чтобы приобрести порох высокого качества, за ним приезжали из Цудахара, Акуши и других районов Дагестана.
Агалар-бек был храбрым но жестоким правителем. Его власть в ханстве являлась неограниченной. Свою жестокую политику Аглар-хан осуществлял с помощью вооруженных нукеров. Воинам было предоставлено право неограниченного произвола над членами сельских общин. К примеру, под предлогом наказания за убийство своего нукера, Аглар-хан захватил у сельского общества аула Кули пастбища Цалун и Кунзахалу. В ауле Хъусращи хан отобрал из общинных земель пастбище Молуцалу, из-за того, что ранее на этой земле была ханская крепость. Впрочем, такой же была и политика предшественников хана. Так, ещё в 1845 году чаринцы и хъусращинцы подняли восстание против непосильных ханских податей, которое было подавлено.
Однако, и сами нукеры подвергались жутким пыткам от хана в случае плохой службы или опалы, в частности хан резал нукерам уши, бил палкой, снимал кожу, обливал кипяченым маслом и так далее. Он мог проткнуть нукера острым предметом, если во время этого, рядом был кто то из русских офицеров Аглархан одобрительно указывая на получившего наказание, на ломаном русском с сильным лакским акцентом говорил «крипкой чилявек, джигит!». Нукеры,  несмотря на усердную службу, в своём большинстве были холопами по происхождению, и соответственно никто с ними не церемонился.
Аглар-хан был известен своей жестокостью, насилиями по отношению к молодым девушкам.
Скончался в 1858 году.

Смерть настигла Агалар-хана в самый разгар движения русских войск в Дагестане, в самую тяжелую для Шамиля минуту, когда тот, сжимаемый железным кольцом, отступил к Гунибу, в 1859 году. Ко дню похорон хана, в Кази-Кумух прибыл отряд русских войск который лагерем расположился перед аулом, направив пушечные жерла на самый аул. Когда тело хана опускали в могилу, ему, как генералу русской армии, отдали последнюю честь. Пока над трупом не разросся могильный холм, грохот ружейной и пушечной пальбы оглашал окрестные горы. Этим как бы возвещалось Дагестану, что пал последний независимый владелец лакской земли.
— Саид Ибрагимович Габиев. Избранные труды.
Единственным сыном и наследником Аглар-хана был Джафар-бек. Он с самого детства участвовал в походах и даже в 14 летнем возрасте участвуя в деле против Шамиля попал в сводки газеты Кавказ за то что выстрелом из своей винтовки повалил противника. Маленького Джафара уже тогда характеризовали как бойкого наездника и отличного рубаку. Однако наследовать сразу же после отца ему не удалось. Уже 1860 году ханство было ликвидировано и преобразовано в округ а ханские земли поделены между лакской знатью. В 1877 среди лакцев вспыхнуло восстание и Джафар-хан был объявлен народом своим ханом. Собрав армию из лакцев и других народов он отправился в Южный Дагестан и назначил в Кубу ханом Нох-Бека Джабраилова. Джафар-хан вместе со своей армией и местными жителями участвовал в сражениях против царских войск. Однако в конце осени восстание было в основном подавлено. Влияние Джафар-хана на жителей Южного Дагестана было такоковым, что покинув Южный Дагестан волнения там сразу же прекратились. Джафар шел в Кумух посетив по пути аул Кули затем покинув его, около Сумбатля был арестован. В Кумухе его отчитал Меликов который напомнил ему что он является ханским сыном и если бы его отец был жив поступил бы с ним так как он поступал с изменниками, а так же отчитал его дядю. Сначала Джафар-хана приговорили к висилице и должны были публично повесить на глазах 2000-ного народа (минимум 2 человека с каждого аула каждого аула среднего и западного Дагестана). Но уже после того как было повешено 15 других лидеров восстания, уже стоя под висилицей ему заменили смертную казнь на 15 лет рудников.  Более тысячи лакцев и представителей других народов входивших состав Казикумухского округа было выслано в ссылку за участие в этом восстании. 

## Отзывы современников
Здесь встретил нас блестящий Агалар-хан, правитель Кази-Кумухского ханства, со своей милицией. Это был замечательно красивый, ловкий и храбрый молодой 25-летний человек. Он со всем ханством своим находился также на передовой нашей линии. Князь Аргутинский умел пользоваться его честолюбием, властолюбием и замечательной храбростью, чтобы заменить им необходимость содержать регулярные войска в этой недоступной для нас, особенно зимой, местности. Здесь встречалось главным образом препятствие в снабжении отряда продовольствием, по трудности пути и отдаленности нашего операционного базиса. Воинственный Агалар-Бек умел постоянно противодействовать всем попытками Шамиля вторгнуться в край и оказывал нам несомненную пользу. Он считался полковником нашей службы и имел офицерский георгиевский крест, что чрезвычайно ему льстило. Это был настоящий тип восточного властелина; жестокость его по управлению ханством, произвол и деспотизм, не знали пределов. Все дрожало перед именем Агалар-Бека, который в свою очередь боялся Аргутинского. Сей последний смотрел сквозь пальцы на действия Агалара по управлению и, отлично понимая положение дел и материальную нашу слабость вэ той части края, умел превосходно обращать подведомственных нам ханов в орудие нашей политики, жертвуя притом иногда общегуманными идеями, что впрочем мало сознавалось самими подвластными Агалар-хана, привыкшими еще к большему самовластию и жестокости его предшественников. Агалар из европейской цивилизации усвоил себе только некоторое понимание русского языка и страсть к крепким напиткам, от злоупотребления которыми он даже и умер
— Наместник Кавказа князь А.М. Дондуков-Корсаков. «Мои воспоминая».

Все ханство перед ним трепетало. С мужественной осанкой, всегда в белой черкеске, во главе своих конных сотен, тоже в белых черкесках, украшенных серебром, и с распущенным знаменем, пожалованным за отличие, он налетал на являвшихся в его владениях хищников, как орел на добычу. Соседние горцы крепко его боялись, и если пускались в набег, даже во главе со своими наибами, то уж ни в каком случае не смели тревожить Кумуха, где в каменном замке проживал повелитель ханства. Таким образом он там прохлаждался по обыкновению вне тревог, в обществе избранных почетных лиц, где бутылки рому опорожнялись одна за другой, и где, бывало, какая-нибудь неловкость прислуживавших нукеров тут же подвергала виновного уколу кинжальной вилки собственной рукой хана»
— Генерал-майор Вячеслав Солтан. «Обзоре событий в Дагестане в 1855 и 1856 годах».

 После долгих препятствий и интриг между собой, ханом наконец был назначен  не прямой наследник ханского рода, а дальный их родственник Агалар-бек, зачисленный в гвардию полковником. В описываемый мною период управлял он ханством своим так усердно и добросовестно в смысле наших интересов, что Шамиль ни силой, ни происками, ни увещеваниями ничего с ним сделать не мог, и все попытки поднять против нас Казикумухское ханство, да даже и другие соседние общества, остались тщетными. Командовавший войсками в Прикаспийском крае князь Аргутинский ценил это и благоволил к Агалар-беку, оказывая ему всяческое внимание, а тот, в свою очередь, не только держал в ежовых рукавицах свое владение и отражал всякие нашествия мюридизма, но еще оказывал важную услугу нам тем, что имея возможность по своим связям и влиянию получать важнейшие и подробные сведения обо всем происходившим в горах сообщал эти известия князю Аргутинскому. Впоследствии он был тоже генерал, и со звездой, но, к сожалению, умер еще далеко не старым человеком.— Полковник кавалерии, военный историк Кавказа и мемуарист. А. Л. Зиссерман «Отрывки и моих воспоминаний» 1878.

В Кумухе временно власть принял его брат Агалар-бек. Этого молодого человека с большими партизанскими задатками приятели мюридов несколько раз уговаривали выступить против России. Однако он не позволил себя склонить к этому, тем более что четыре батальона с сильной артиллерией расширили гарнизон форта и кумухских замков. К тому же Агалар-бек ждал возвращения старшего брата. В это время тот, после нескольких месяцев в тифлисской тюрьме, неожиданно умер. В Кумухе пошел слух, что он был отравлен. Местные ранее не любили Абдур-Рахмана, считая его союзником русских, но после его ареста отношение к нему полностью изменилось, а смерть вызвала сильное недовольство. Ханский дом был в трауре, а все жители соболезновали и приняли в нем участие. Женщины посещали ханский замок с распущенными волосами, заходясь плачем и ударяясь головами и разносили сетования на весь аул. Мужчины требовали объявить кровную месть русским. Агалар-бек не знал как поступить. В душе он терзался между мусульманской и братской обязанностью и опасностью со стороны русских. Аргутинский в такую трудную минуту прислал своего офицера штаба по специальным заданиям, подполковника Ассиева, чтоб тот следил за молодым правителем ханства. Ассиев, необразованный офицер, но с врожденной проникновенностью и малороссийской умелой дипломатией, смог справиться с Агаларом, склонив его на сторону русских. Агалар закрылся в замке, раздумывая три дня. Никого к себе не впускал, ни своих, ни врагов. На четвертый день появился среди разъяренных жителей, как бешеный, и трех связанных лидеров движения приказал сбросить со скалы в глубокую пропасть. С того момента он сам летел в пропасть, пил и становился никчемным...
— Мемуар сосланного в ссылку на Кавказ поляка Матеуша Гралевского "Кавказ. Мемуары о двенадцатилетней неволе"

Вечером, по окончании служебных занятий, несколько человек офицеров отправились навестить правителя ханства, генерал-майора Агалар-Хана, человека энергичного, одаренного от природы светлым умом и весьма здравым смыслом, но не получившего никакого образования: потому все поступки его, как правителя, правда, согласные с духом народа, носили на себе отпечаток деспотизма, насилия и жестокости. Побить каменьями женщину за дурное поведение, отрезать язык лазутчику, наложить раскаленные кизяки на грудь и живот трем абрекам или убить своеручно виновного с галереи своей сакли, было для него делом самым обыкновенным. За то и боялся и уважал его народ; за то все было тихо и спокойно. Русское начальство хотя и знало обо всех самоуправствах Агалар-Хана, но по этой самой причине смотрело на них сквозь пальцы.— ПЕРЕХОД ВОЙСК ДАГЕСТАНСКОГО ОТРЯДА

ЧЕРЕЗ ГЛАВНЫЙ ХРЕБЕТ КАВКАЗСКИХ ГОР ГУТУР-ДАХ
в 1853 году.

(Из воспоминаний кавказца.)

16-го июля, к крайнему сожалению, скончался в Кумухе от водяной болезни Свиты Его Величества генерал-майор Агалар-бек управляющий Казыкумухским Ханством в течении 10 лет большую частью тревожного времени, с твердостью и благоразумием, и отличавшийся хорошими способностями, заслугами и искреннею преданностью Правительству. — Газета Кавказ, 65 выпуск, 21 августа, 1858 года.